# AMD Élan

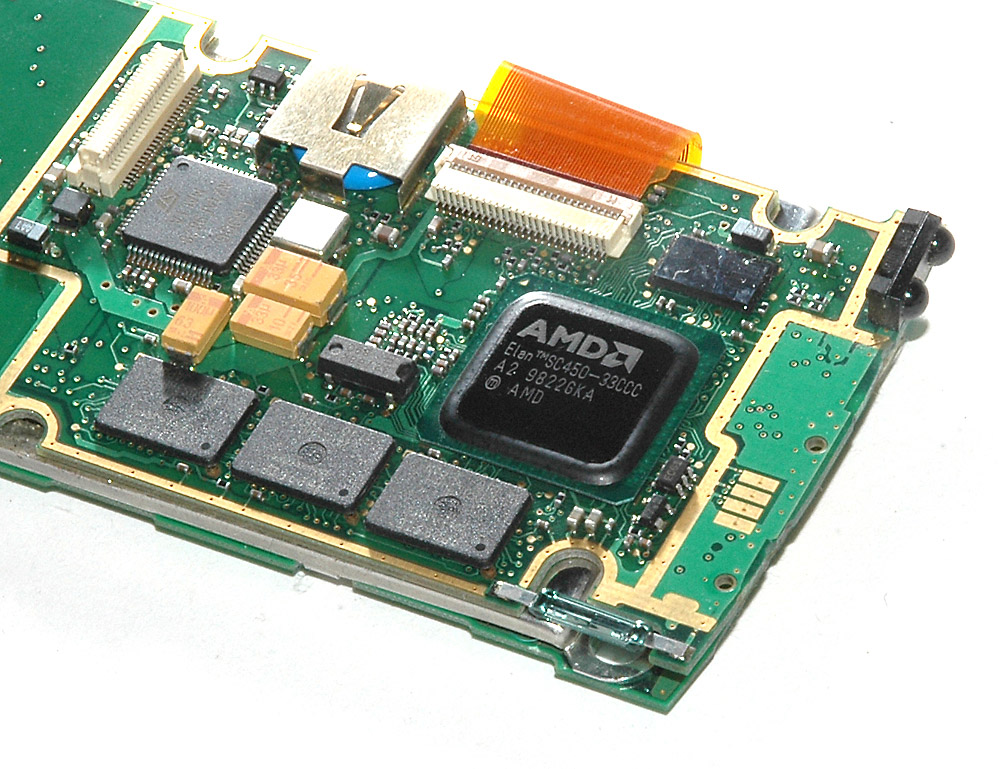
AMD Élan SC450 in Nokia 9000 Communicator

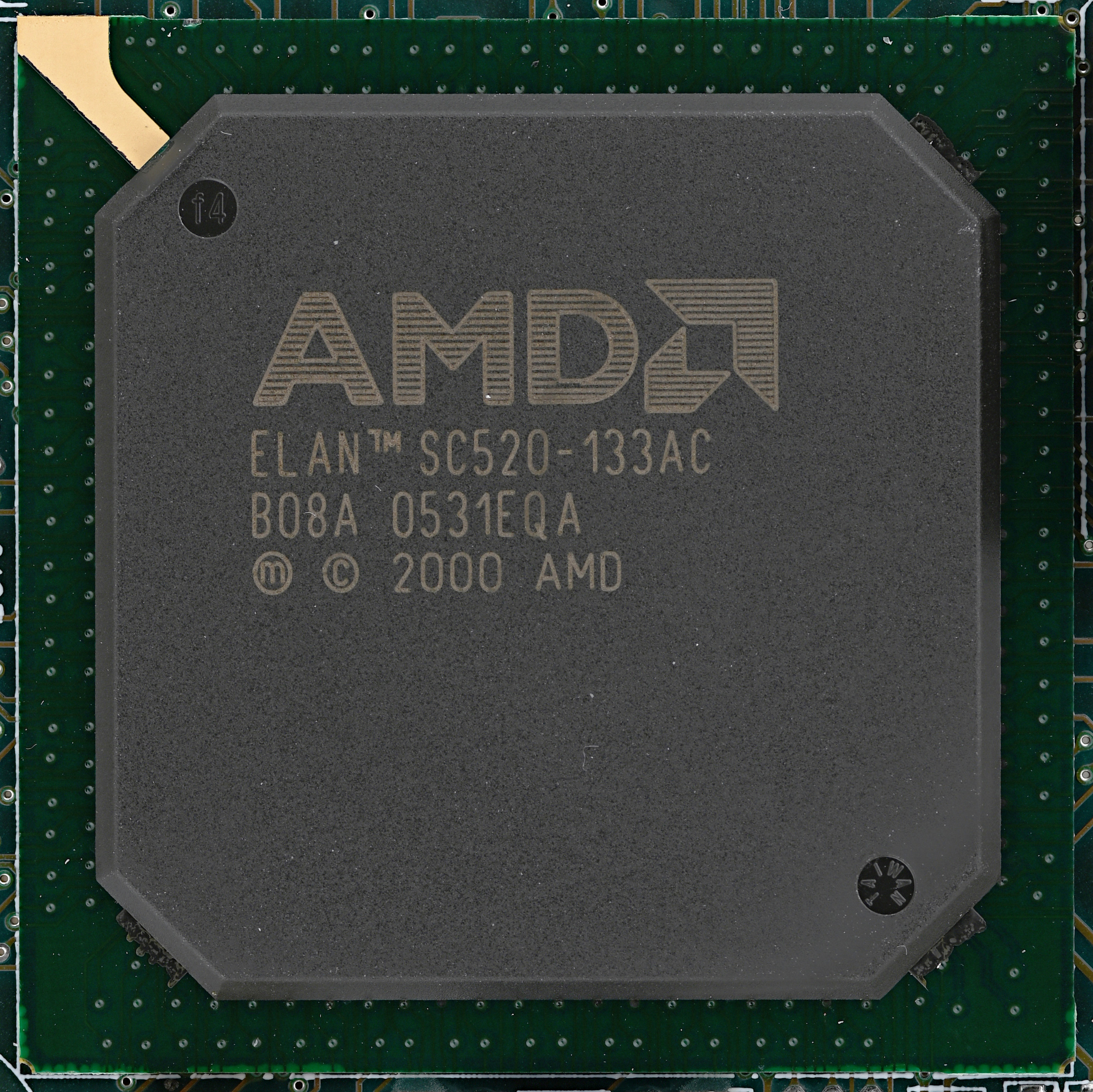
AMD Élan SC520-133

AMD Élan — семейство 32-разрядных микропроцессоров в системе на кристалле для встраиваемых систем, выпускаемых компанией AMD на базе архитектуры x86. Все эти продукты были обеспечены долгосрочной гарантией поставок для удовлетворения потребностей встраиваемых процессоров. Однако, когда в августе 2003 года AMD приобрела подразделение Geode у National Semiconductor, выпуск этих продуктов был внезапно прекращён. Процессоры Élan нашли достаточно широкое применение в мире встраиваемых систем.

## Семейство SC3xx
SC300 и SC310 объединяют в себе 32-разрядный, x86-совместимый, низковольтный процессор на 25 или 33 МГц Am386SX, контроллер памяти, PC/AT периферийные контроллеры, часы реального времени, PLL clock generators и шина ISA интерфейс. В SC300 дополнительно интегрированы два слота PCMCIA 2.1 и CGA-совместимый LCD-контроллер. Потребляемая мощность при частоте 33 МГц составляет 600 мВт, включая процессор, контроллер памяти и периферийные устройства. В приостановленном режиме потребление снижается до 0,17 мВт.

## Семейство SC4xx
Данное семейство было анонсировано AMD 15 октября 1996 года.
SC400 и SC410 объединяют в себе 32-разрядный, x86-совместимый, низковольтный процессор с частотой 33, 66 или 100 МГц Am486, контроллер памяти, периферийными контроллерами PC/AT, часами реального времени, тактовыми генераторами PLL, локальной шиной VESA и интерфейсом шины ISA. В SC400 дополнительно интегрированы два слота PCMCIA 2.1 и 4-битный цветной LCD-контроллер Super-twisted nematic display (STN). В C64 «Web.it» Internet Computer используется SC400 с 16 MB оперативной памяти, 3,5" флоппи-дисковод, 56k-модем и PCMCIA. В AirPort Base Station используется SC410, в Nokia 9000 Communicator — SC450.

## Семейство SC5xx
В данном семействе был выпущен лишь один процессор - SC520. AMD анонсировали его 25 августа 1999 года.
SC520 сочетает в себе 32-битный, x86-совместимый, низковольтный 100 МГц или 133 МГц Am486 процессор. Процессор с контроллером памяти, поддерживающим SDRAM, периферийные контроллеры PC/AT, часы реального времени и шину PCI. Поддержка ISA и PCMCIA больше не осуществлялась.

## Сравнение
| Название  | Тактовая частота | FSB    | L1 Cache | Архитектура | Technology | Package                  |
| --------- | ---------------- | ------ | -------- | ----------- | ---------- | ------------------------ |
| SC300-25  | 025 МГц          | 25 МГц | -        | Am386       | 700 нм     | 208-pin QFP 208-pin TQFP |
| SC300-33  | 033 МГц          | 33 МГц | -        | Am386       | 700 нм     | 208-pin QFP 208-pin TQFP |
| SC310-25  | 025 МГц          | 25 МГц | -        | Am386       | 700 нм     | 208-pin QFP 208-pin TQFP |
| SC310-33  | 033 МГц          | 33 МГц | -        | Am386       | 700 нм     | 208-pin QFP 208-pin TQFP |
| SC400-33  | 033 МГц          | 33 МГц | 08 kB    | Am486       | 350 нм     | 292-pin BGA              |
| SC400-66  | 066 МГц          | 33 МГц | 08 kB    | Am486       | 350 нм     | 292-pin BGA              |
| SC400-100 | 100 МГц          | 33 МГц | 08 kB    | Am486       | 350 нм     | 292-pin BGA              |
| SC410-33  | 033 МГц          | 33 МГц | 08 kB    | Am486       | 350 нм     | 292-pin BGA              |
| SC410-66  | 066 МГц          | 33 МГц | 08 kB    | Am486       | 350 нм     | 292-pin BGA              |
| SC410-100 | 100 МГц          | 33 МГц | 08 kB    | Am486       | 350 нм     | 292-pin BGA              |
| SC450-33  | 033 МГц          | 33 МГц | 08 kB    | Am486       | 350 нм     | 292-pin BGA              |
| SC520-100 | 100 МГц          | 33 МГц | 16 kB    | Am5x86      | 350 нм     | 388-pin PBGA             |
| SC520-133 | 133 МГц          | 33 МГц | 16 kB    | Am5x86      | 350 нм     | 388-pin PBGA             |